# Automobile Club di Milano
L'Automobile Club Milano è un ente pubblico non economico dedicato alla mobilità dei cittadini. È socio fondatore dell'ACI, di cui è rappresentante nel territorio di competenza.
Venne fondato nel 1903 per iniziativa dei primi automobilisti milanesi, unendo precedenti associazioni fra cui il Club Automobilisti Italiani sorto nel 1897, considerato uno dei primi sodalizi automobilistici al mondo. Sin dall'inizio svolge un'attività che si può dividere in vari settori: tutela degli automobilisti, prestazione di servizi e di assistenza, organizzazione di gare automobilistiche, promozione del motorsport, realizzazione di studi e ricerche nel campo della mobilità, ideazione e svolgimento di attività di educazione e sicurezza stradale.
Numerosi sono i servizi che svolge per i soci e per gli automobilisti in genere, dalle varie forme di assistenza in caso di guasto o incidente all'espletamento di pratiche automobilistiche
, dai servizi assicurativi alla interlocuzione con le Pubbliche Amministrazioni per il miglioramento delle condizioni del traffico e dei trasporti.
Inoltre è uno dei maggiori organizzatori di corse automobilistiche in Italia, tra le quali il Gran Premio d'Italia di Formula 1 all'Autodromo nazionale di Monza, impianto che ha costruito nel 1922 e gestito attraverso la società SIAS.
È molto attivo nel campo degli studi e delle ricerche nel campo dell'automobilismo e della mobilità, dalla pianificazione dei sistemi di trasporto alla sicurezza stradale, dalla salvaguardia ambientale alle normative di settore. Nel corso degli anni ha organizzato numerose manifestazioni e convegni grazie anche all'operato delle proprie Commissioni statutarie attive dal 1908, fra cui a livello nazionale la Conferenza del Traffico e della Circolazione.
Dal 1905 fa parte, come ente federato, insieme agli altri Automobile Club provinciali, dell'Automobile Club d'Italia (ACI).
La sua struttura, su base provinciale, oltre alla sede in corso Venezia 43, si articola in 50 delegazioni tra Milano e la Città Metropolitana. Comprende inoltre la provincia di Lodi e la provincia di Monza e Brianza. Il Club è un ente pubblico a carattere non economico a base associativa, ed è amministrato da un consiglio direttivo eletto dai soci.
L’Ente è amministrato da un Consiglio Direttivo eletto dai soci. Dal luglio 2018 presidente è Geronimo La Russa, figlio del politico Ignazio La Russa.

## Presidenti
- Augusto Massoni (1903-1905)[11]
- Silvio Crespi (1905-1915)[11]
- Carlo Esterle (1915-1918)[11]
- Silvio Crespi (1919-1932)[11]
- Innocenzo Pini (1932-1935, commissario)[11]
- Piero Puricelli (1935-1936)[11]
- Renato Ferrari (1936-1945, dal 1937 al 1939 commissario)[11]
- Luigi Bertett (1945-1965, dal 1945 al 1946 commissario)[11]
- Gianluigi Ponti (1965-1973)[9]
- Camillo Ripamonti (1973-1982)[9]
- Piero Stucchi Prinetti (1982-1996)[9]
- Ludovico Grandi (1996-2008)[9][12]
- Pierlorenzo Zanchi (2008-2010)[13][14]
- Massimiliano Ermolli (2010, commissario)[9]
- Carlo Edoardo Valli (2010-2014)[15]
- Ivan Capelli (2014-2018)[16][17]
- Geronimo La Russa (2018 - in carica)[18][19]